# 派恩城堡 (佛羅里達州)
派恩城堡（英語：Pine Castle）是位於美國佛羅里達州橙縣的一個人口普查指定地區。

## 地理
派恩城堡的座標為28°28′06″N 81°22′30″W / 28.46833°N 81.37500°W，而該地最高點為海拔高度30米（即98英尺）。

## 人口
根據2010年美國人口普查的數據，派恩城堡的面積為7.40平方千米，當中陸地面積為6.80平方千米，而水域面積為0.00平方千米。當地共有人口108065人，而人口密度為每平方千米14,603人。